# رادوسواف پیووارسکی
رادوسواف پیوُوارسکی (لهستانی: Radosław Piwowarski؛‏ تلفظ لهستانی: [raˈdɔswaf]؛  ‏ زادهٔ ۲۰ فوریهٔ ۱۹۴۸) کارگردان فیلم، فیلم‌نامه‌نویس و بازیگر اهل لهستان است.
از فیلم‌هایی که وی در آن‌ها نقش داشته‌است، می‌توان به دیروز اشاره نمود. این فیلم برندهٔ صدف طلایی جشنواره بین‌المللی فیلم سن‌سباستین شد و نمایندهٔ لهستان برای جایزه اسکار بهترین فیلم بین‌المللی در پنجاه و هشتمین دوره جوایز اسکار بود که البته به فهرست پایانی راه نیافت.
از فیلم‌ها یا مجموعه‌های تلویزیونی که وی در آن‌ها نقش داشته است، می‌توان به اجاره‌نشین‌ها و زنجیره احساسات اشاره نمود.